# Рехвіашвілі Александр Роландович
Александр Роландович Рехвіашвілі (груз. ალექსანდრე რეხვიაშვილი; нар. 6 серпня 1974, Тбілісі, Грузинська РСР) — грузинський футболіст, захисник та півзахисник.

## Клубна кар'єра
Клубну кар'єру розпочинав у 1991 році в тбіліському «Динамо». Далі виступав за «Гурію». У 1994 році перейшов до складу вищолігового клубу «Темп» (Шепетівка). Дебютував у футболці шепетівського колективу 12 травня 1995 року в програному (0:1) виїзному поєдинку 27-го туру проти київського «Динамо». Александер вийшов на поле в стартовому складі та відіграв увесь матч. У складі «Темпа» зіграв 6 матчів. Незабаром повернувся на батьківщину і виступав за «Металург» (Руставі). У 1997 році перейшов у ризький «Сконто», за який виступав протягом 6 років і був капітаном команди. На початку 2001 року міг покинути клуб, але керівництво втримало гравця. Рехвіашвілі наполегливо просив клуб продати його. Виник варіант з російським «Ураланом», і він уже зібрався летіти в Елісту, але в підсумку поїхав до Туреччини з «Торпедо-Металургом», з яким в 2003 році і підписав контракт. Дебютував у футболці столичного клубу 15 березня 2003 року в нічийному (0:0) домашньому поєдинку 1-го туру РФПЛ проти московського «Спартака». Рехвіашвілі вийшов на поле в стартовому складі та відіграв увесь матч. Єдиним голом у футболці москвичів відзначився 23 червня 2003 року на 57-ій хвилині програного (1:2) домашнього поєдинку 14-го туру РФПЛ проти ярославльського «Шинника». Александер вийшов на поле в стартовому складі та відіграв увесь матч. Протягом свого перебування в «Торпедо-Металурзі» в чемпіонаті Росії зіграв 22 матчі та відзначився 1 голом (ще 6 поєдинків провів у першості дублерів), також зіграв 2 матчі в кубку Росії. Далі грав за «Вентспілс», азербайджанський «Баку», завершив кар'єру в 2006 році в «Юрмалі».

## Кар'єра в збірній
З 1999 по 2006 рік провів 21 матч у складі збірної Грузії. У складі збірної дебютував 28 квітня 1999 року в програному (1:4) поєдинку кваліфікації Чемпіонату Європи 2000 року проти Норвегії. Востаннє в футболці грузинської збірної виходив на поле 4 червня 2005 року і програному (2:3) поєдинку проти Албанії.

## Тренерська діяльність
Після закінчення футбольної кар'єри протягом півтора року займався далекою від футболу справою. Пізніше повернувся в футбол. Отримав ліцензію агента ФІФА і тренерську ліцензію УЄФА категорії «B». З 2010 по 2012 роки працював спортивним директором латвійського клубу «Олімпс», який є фарм-клубом «Сконто». Коли почав працювати в цьому клубі, Рехвіашвілі здав свою ліцензію агента, оскільки правила забороняють суміщення агентської діяльності та роботи в клубі. У червні 2012 року на запрошення головного тренера бакинського «Інтера» Кахабер Цхададзе призначений спортивним директором клубу.

## Особисте життя
Одружений з російською дівчиною, громадянкою Латвії.

## Досягнення
«Динамо» (Тбілісі)
- Ліга Еровнулі
  -  Чемпіон (2): 1992, 1993

- Кубок Грузії
  -  Володар (2): 1992, 1993

«Сконто» (Рига)
- Вища ліга
  -  Чемпіон (6): 1997, 1998, 1999, 2000, 2001, 2002

- Кубок Латвії
  -  Володар (5): 1997, 1998, 2000, 2001, 2002

«Вентспілс»
- Кубок Латвії
  -  Володар (2): 2004, 2005

ФК «Баку»
- Прем'єр-ліга (Азербайджан)
  -  Чемпіон (1): 2006